# اينول نافارو
اينول نافارو (28 يوليو 1987 بهاتو مايور في جمهورية الدومينيكان - ) هو لاعب كرة قدم دومينيكي في مركز الوسط. شارك مع منتخب جمهورية الدومينيكان لكرة القدم. أما مع النوادي، فقد لعب مع O&M FC ‏ وDon Bosco FC ‏ وBauger FC ‏ وAtlético Pantoja ‏.

## وصلات خارجية
- اينول نافارو على موقع الاتحاد الدولي (مؤرشف)  (الإنجليزية)
- اينول نافارو على موقع قاعدة بيانات كرة القدم.إي يو (الإنجليزية)
- اينول نافارو على موقع ناشيونال فوتبول تيمز (الإنجليزية)